# The DeBarges
The DeBarges é o álbum de estreia do grupo DeBarge, lançado pela Gordy Records em 6 de abril de 1981. Este primeiro álbum viu limitado sucesso e estagnou nas paradas, o que grupo creditou por não ter sido propriamente promovido. Como resultado, eles revisitaram o álbum The DeBarges incluindo duas canções em seus discos subsequentes. "Queen of My Heart" foi incluída no terceiro álbum In a Special Way, e "Share My World" seria inclusa em seu álbum de 1985, Rhythm of the Night.

## Faixas
1. "What's Your Name" (Bobby DeBarge, Bunny DeBarge, El DeBarge) 4:35
2. "Dance The Night Away" (Mark DeBarge, Randy DeBarge) 4:50
3. "You're So Gentle, So Kind" (Bunny DeBarge, El DeBarge) 4:40
4. "Queen of My Heart" (El DeBarge) 3:49
5. "Hesitated" (Bunny DeBarge, El DeBarge, Mark DeBarge, Randy DeBarge) 3:42
6. "Saving Up (All My Love)" (Bill Gable, Jon Lind) 4:16
7. "Share My World" (Bunny DeBarge, El DeBarge) 5:39
8. "Strange Romance" (Joe Blocker, Reggie Andrews) 5:00

## Créditos

### The DeBarges
- Bunny DeBarge: vocal principal e vocais
- El (Eldra) DeBarge: piano elétrico  e vocais
- Bobby DeBarge: teclados e vocais
- Randy DeBarge: baixo e vocais
- Mark DeBarge: percussão e vocais

### Músicos extras
- Larry Von Nash, Reggie Andrews: teclados
- Michael Boddicker, Todd Cochran: sintetizador
- Charles Fearing, Paul Jackson, Jr.: guitarras
- Eddie Watkins, Nathan East: baixo
- Harvey Mason, Leon "Ndugu" Chancler, Ollie E. Brown: bateria